# Тежа
Тежа́ (фр. Teyjat) — коммуна во Франции, находится в регионе Аквитания. Департамент — Дордонь. Входит в состав кантона Ле-Перигор-вер-нонтронне. Округ коммуны — Нонтрон.
Код INSEE коммуны — 24548.

## География

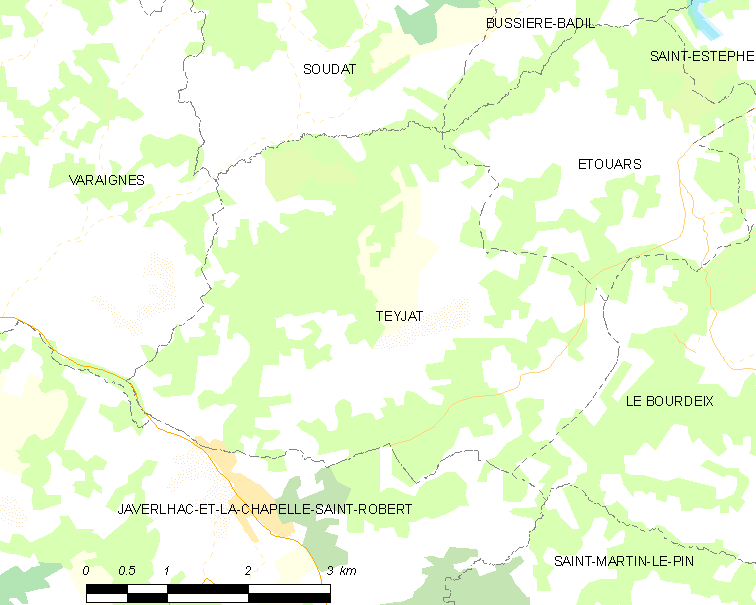
Карта коммуны

Коммуна расположена приблизительно в 390 км к югу от Парижа, в 125 км северо-восточнее Бордо, в 50 км к северу от Перигё.
На юго-западе коммуны протекает река Бандья.

### Климат
Климат умеренный океанический со средним уровнем осадков, которые выпадают преимущественно зимой. Лето здесь долгое и тёплое, однако также довольно влажное, здесь не бывает регулярных периодов летней засухи. Средняя температура января — 5 °C, июля — 18 °C. Изредка вследствие стечения неблагоприятных погодных условий может наблюдаться непродолжительная засуха или случаются поздние заморозки. Климат меняется очень часто, как в течение сезона, так и год от года.

## Население
Население коммуны на 2010 год составляло 275 человек.
| 1962 | 1968 | 1975 | 1982 | 1990 | 1999 | 2010 |
| ---- | ---- | ---- | ---- | ---- | ---- | ---- |
| 379  | 363  | 372  | 364  | 309  | 320  | 275  |

## Администрация
| Период | Период | Фамилия        | Партия       | Примечания |
| ------ | ------ | -------------- | ------------ | ---------- |
| 1989   | 2020   | Жан-Пьер Гарро | Разные левые | пенсионер  |

## Экономика
В 2010 году среди 166 человек трудоспособного возраста (15-64 лет) 112 были экономически активными, 54 — неактивными (показатель активности — 67,5 %, в 1999 году было 70,0 %). Из 112 активных жителей работали 103 человека (60 мужчин и 43 женщины), безработных было 9 (4 мужчины и 5 женщин). Среди 54 неактивных 8 человек были учениками или студентами, 29 — пенсионерами, 17 были неактивными по другим причинам.

## Достопримечательности
- Церковь Св. Петра в оковах (XII век)
- Пещера Мери[фр.], или Пещера Тежа (верхний палеолит). Исторический памятник с 1910 года[5]

## Фотогалерея

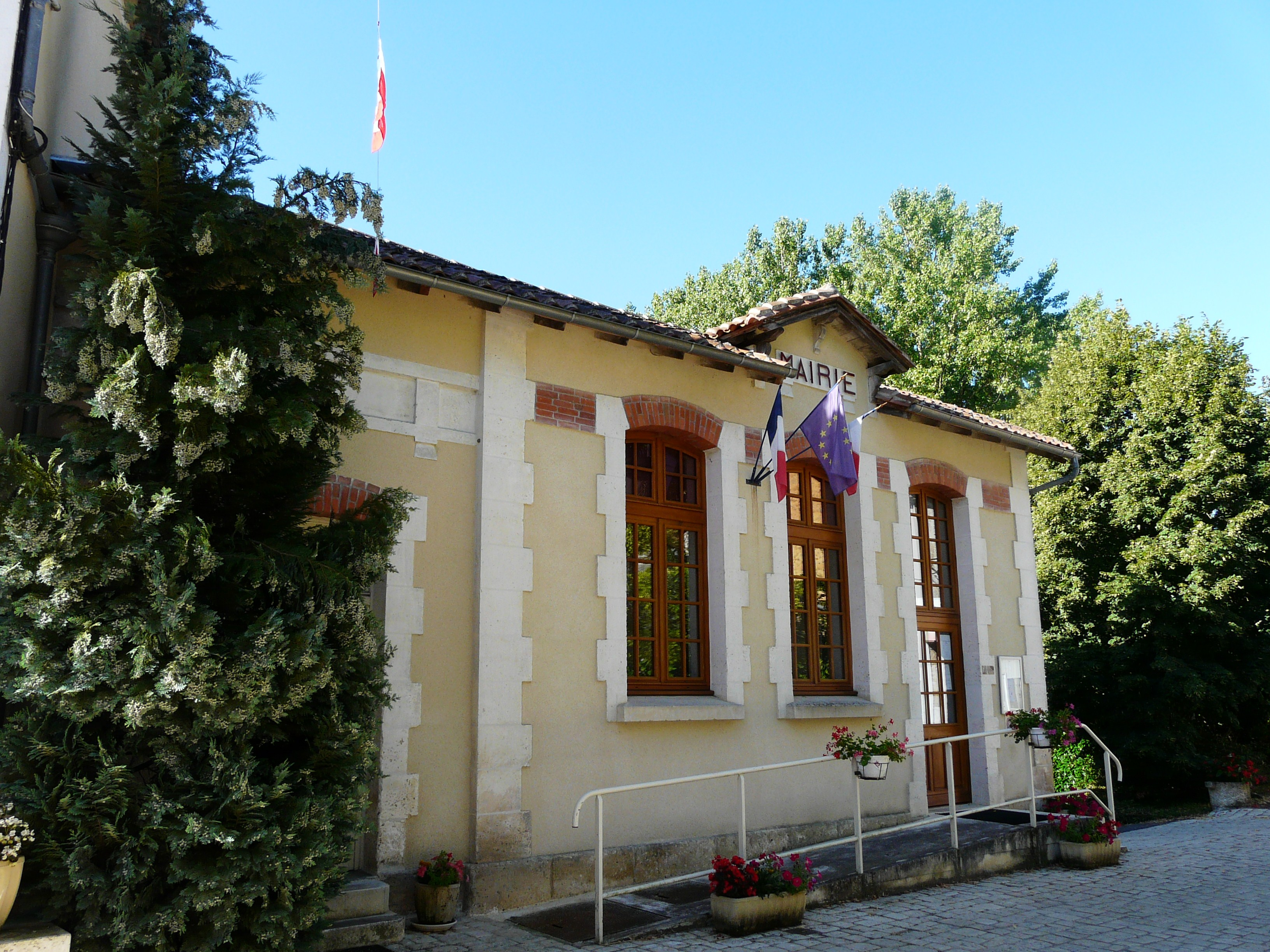
Мэрия
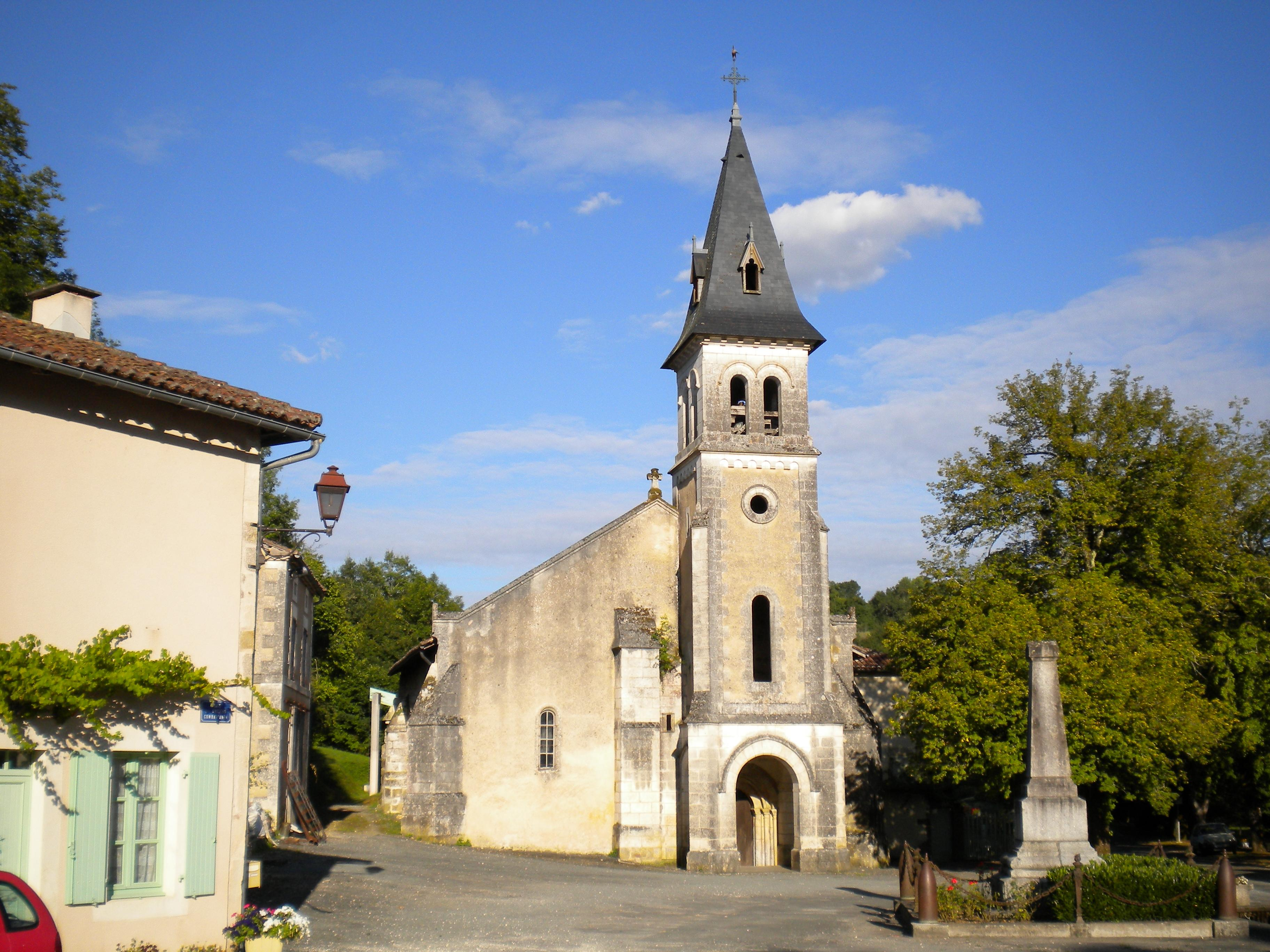
Церковь Св. Петра в оковах
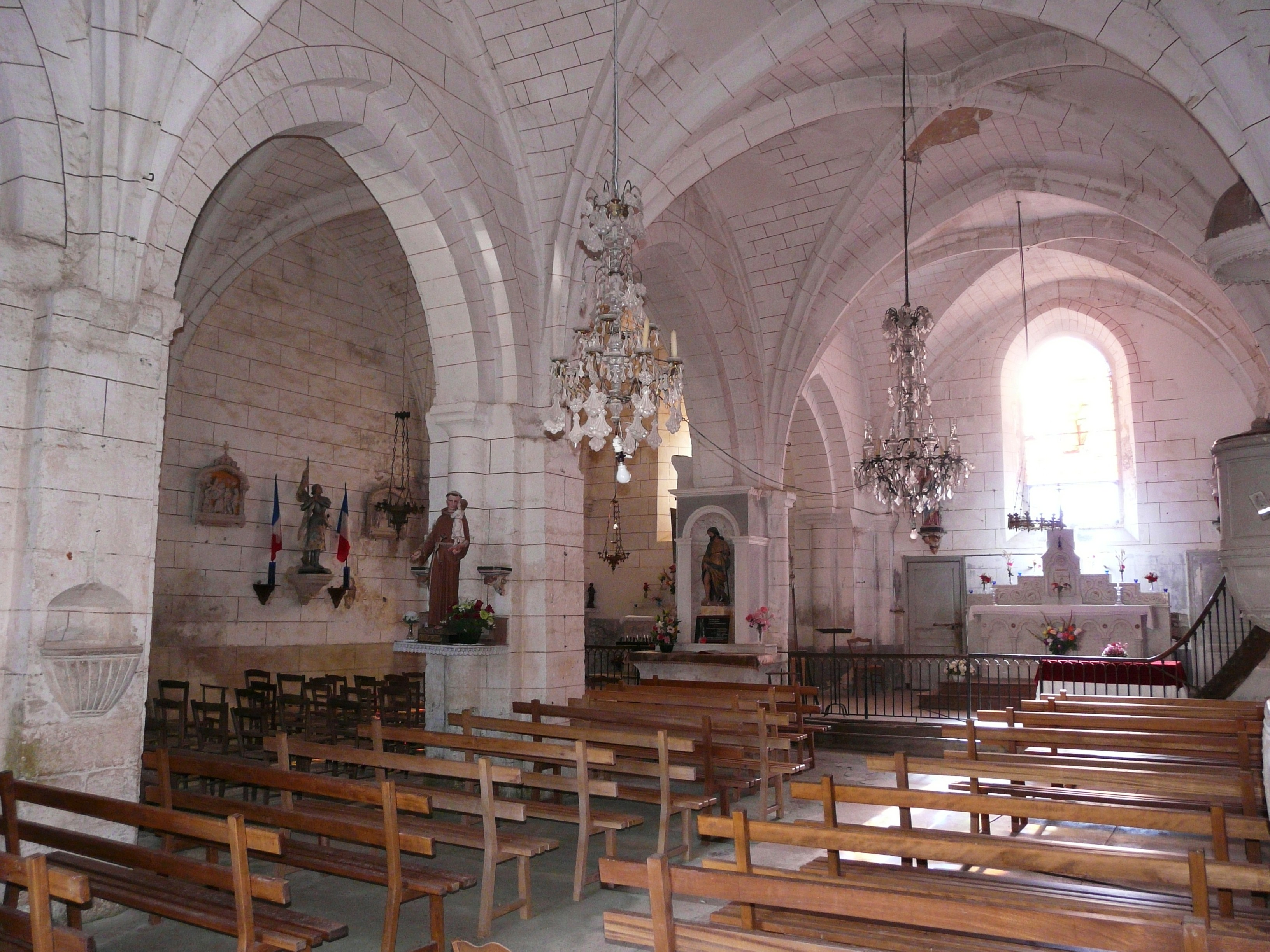
Интерьер церкви Св. Петра в оковах
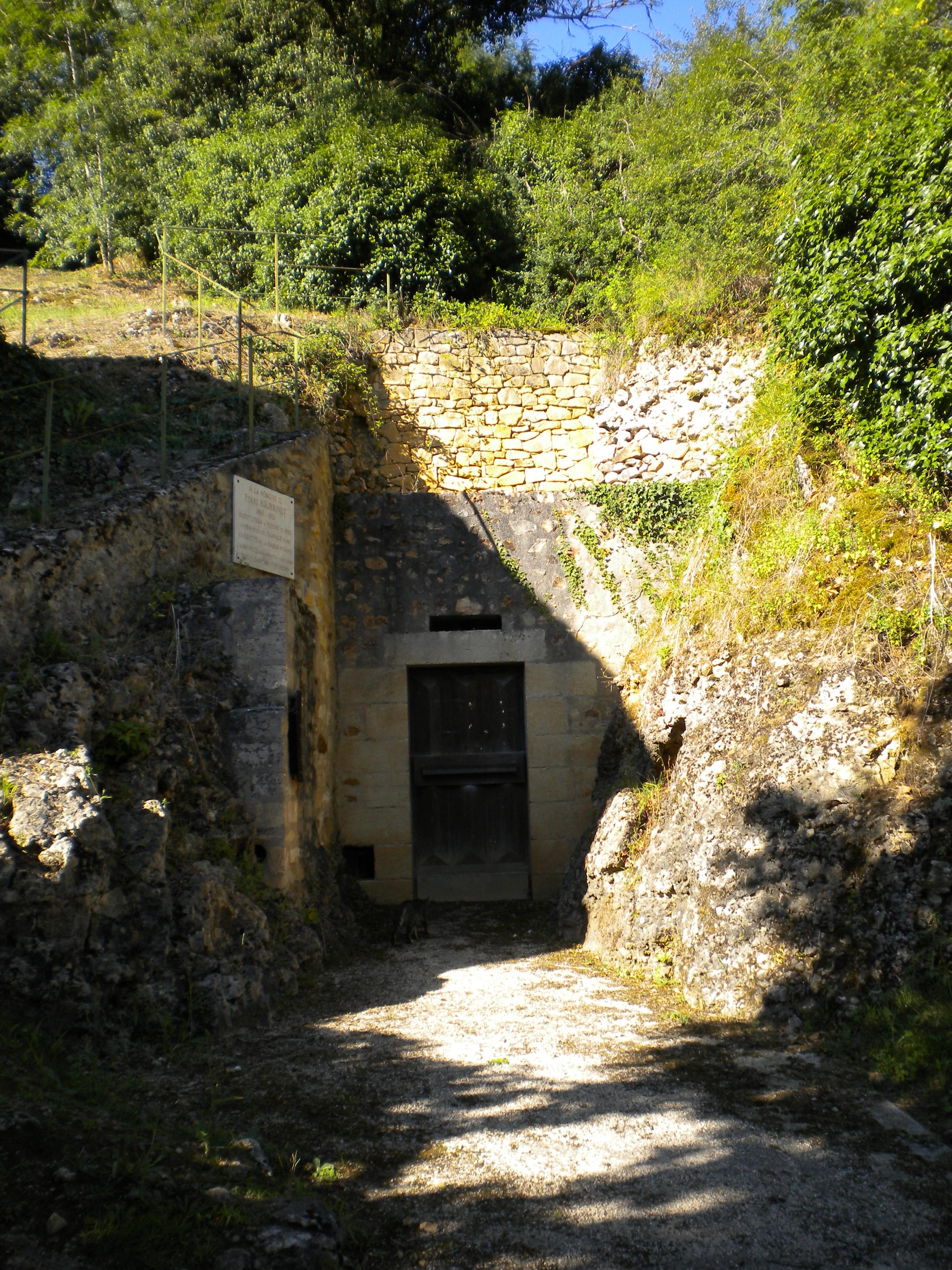
Пещера Мери